# Зеленів (Івано-Франківський район)
Зеле́нів — село в Україні, у Рогатинській міській громаді Івано-Франківського району Івано-Франківської області.

## Історія
У 1939 році в селі проживало 630 мешканців (50 українців, 480 поляків і 100 польських колоністів).
12 червня 2020 року, відповідно до Розпорядження Кабінету Міністрів України  № 714-р «Про визначення адміністративних центрів та затвердження територій територіальних громад Івано-Франківської області», увійшло до складу Рогатинської міської громади.
19 липня 2020 року, в результаті адміністративно-територіальної реформи та ліквідації Рогатинського району, село увійшло до складу новоутвореного Івано-Франківського району.

## Населення

### Мова
Розподіл населення за рідною мовою за даними перепису 2001 року:
| Мова       | Кількість | Відсоток |
| ---------- | --------- | -------- |
| українська | 829       | 99.16%   |
| російська  | 4         | 0.48%    |
| румунська  | 3         | 0.36%    |
| Усього     | 836       | 100%     |

## Відомі земляки
- Архієпископ Чернівецький і Буковинський Варлаам (в миру Пилипишин Іван Васильович)